# Himmerigskov
Himmerigskov mellem Søften, Hinnerup og Trige, ligger praktisk talt i Favrskov Kommune, men regnes indimellem til én af de nye Aarhus Skove. Skoven på ca. 140 ha, blev hovedsageligt plantet og rejst i 1993-95, men den udvides stadig med nye tilplantninger, senest i 2017 og 2018. Der planlægges nu en ny tilplantning nord for den nuværende skov. Initiativet til skoven kom med Aarhus Kommunes 1988-plan, men den er dog en statsskov plantet af den forhenværende Skov- og Naturstyrelse (nu blot Naturstyrelsen), og Himmerigsskov drives af staten i det daglige. 
Himmerigskov ligger vest for den Nordjyske Motorvej (E45) i forlængelse af den cirka halvt så store og også nyrejste Bærmoseskov, der ligger øst for, ved selve Trige by. Motorvejen kan krydses i en tunnel lige syd for skovene. De ses indimellem samlet benævnt som Bærmose-Himmerig Skov.
Himmerigsskov er opkaldt efter Himmeriggården, som ligger centralt i den ældste del af skoven.

## Naturen
De mest dominerende træarter er eg og bøg, men der plantes også mange andre oprindelige danske løvtræer som lind og kirsebær. På de fugtige steder plantes rødel og ask, og spredt i skoven er der plantet frugttræer til gavn og glæde for skovgæster og skovens dyr. Nåletræerne giver variation i skoven og skjul for fugle og andre dyr om vinteren, når løvtræerne står nøgne. I skovbrynene findes buske og småtræer, som slåen, hassel og hæg. Det giver en smuk overgang fra det åbne land og beskytter samtidig træerne bagved mod vind og udtørring. Skovbrynene giver desuden skjul og føde for de mange dyr, der lever både i skov og i det åbne land. Enkelte huse er revet ned i forbindelse med skovrejsningen, men havernes træer og planter har fået lov at stå tilbage. Det kan give nogle særprægede indblandinger som f.eks. syren og forskellige havebuske og frugttræer, mellem skovens mere almindelige plantearter. 
Da der er langt til de nærmeste skove, tager det lang tid for en egentlig skovbundsflora at indfinde sig, så Himmerigskov præges stadig af markens planter, såsom  brændenælde, mælkebøtte og agertidsel. Gederams har dog fundet vej hertil, som én af de få egentlige skovplanter.
Holmkærgrøft og Rønbæk deler næsten skoven i en nordlig og sydlig del. Langs vandløbene er åbne områder bevaret, hvor engene får lov at brede sig. Her findes stadig steder med typiske engblomster som majgøgeurt, engkabbeleje og engblomme, som forhåbentlig vil brede sig med tiden. Engene har desuden stor værdi som levested for mange insekter og som spisekammer for skovens dyr. Her jager tårnfalken f.eks. mus med mere.
I årene efter skovrejsningen, var det hovedsageligt dyrene fra det åbne land der prægede Himmerigskov, såsom hare, fasan og agerhøne. Med tiden er der dog kommet egentlige skovdyr til. Det gælder f.eks. rådyr som er ret talrige, ræve der har kunnet grave huler i grøfter og skrænter samt egern. Fuglelivet har også ændret sig med tiden og man kan i dag høre sangdrossel, løvsanger og skovskade fra tykningerne. Derimod er hulrugende fugle som mejser og rødstjert stadig sjældne, da der endnu ikke er gamle træer med muligheder for redepladser.
I den sydvestlige ende ligger Hjulsø. Her er der frit fiskeri på den nordligste 2/3 og der er gode muligheder for karper.

## Skovbrug og jagt
På grund af Himmerigskovs relative isolation fra andre skove, er den ideel til frø-avl og en del af skoven anvendes således til produktion af frø fra rødgran, nobilisgran og lærk.
Naturstyrelsen driver jagt i skoven. Både uddannelsesjagt og selskabsjagt.

## Himmeriggård
Himmeriggården er et nedlagt firlænget husmandssted, der i dag drives af spejdergruppen 'Gallerne' som spejderhytte under Det Danske Spejderkorps, men ejes af Naturstyrelsen Søhøjlandet (det tidligere Silkeborg Statsskovdistrikt). I forbindelse med anlæggelse af skoven, blev nogle få af de tilknyttede bygninger revet ned, men de fleste står tilbage. Formålet med gården er ifølge spejderne, at give børn og unge gode oplevelser med og i naturen. Himmeriggården lejes ud, når spejderne ikke selv bruger stedet.